# Jessica Jones (seriál)
Marvel's Jessica Jones, či zkráceně Jessica Jones, je americký televizní seriál od Melissi Rosenbergové, založený na stejnojmenném hrdinovi Marvel Comics. Seriál je umístěn v Marvel Cinematic Universe (MCU), sdílí kontinuitu s filmy a seriály MCU a je druhým seriálem odkazujicím k crossoveru Marvel's The Defenders. Je produkován společností Marvel Television ve spolupráci s firmou ABC Studios, přičemž showrunnerem je Melissa Rosenberg.
Všech 13 dílů první řady bylo zveřejněno dne 20. listopadu 2015 na Netflixu. V lednu 2016 bylo oznámeno, že seriál získal druhou řadu, která byla zveřejněna 8. března 2018.
12. dubna 2018 bylo oznámeno, že seriál získal třetí řadu. Dne 18. února 2019 bylo Netflixem oznámeno, že třetí řada je poslední řadou seriálu.

## Příběh
Po tragickém ukončení své superhrdinské kariéry se Jessica Jones snaží začít znovu jako soukromé očko ve městě New York City. Při její práci mnohdy narazí na lidi s pozoruhodnými schopnostmi.

## Obsazení

### Hlavní role
- Krysten Ritter jako Jessica Jones
- Mike Colter jako Luke Cage
- Rachael Taylor jako Trish Walker
- Wil Traval jako Will Simpson
- Erin Moriarty jako Hope Shlottman
- Eka Darville jako Malcolm Ducasse
- Carrie-Anne Moss jako Jeri Hogarth
- David Tennant jako Kilgrave
- Leah Gibson jako Ingrid
- J.R. Ramirez jako Oscar

### Vedlejší role
- Susie Abromeit jako Pam
- Robin Weigert jako Wendy Ross-Hogarth
- Nichole Yannetty jako Nicole
- Kieran Mulcare jako Ruben
- Clarke Peters jako Oscar Clemons
- Colby Minifie jako Robyn
- Danielle Ferland jako Clair
- Gillian Glasco jako Emma
- Ryan Farrell jako Jackson
- Paul Pryce jako Donald
- Lisa Emery jako Louise Thompson
- Michael Siberry jako Albert Thompson

## Vysílání
| Řada | Díly | Premiéra na Netflixu |
| ---- | ---- | -------------------- |
| 1    | 13   | 20. listopadu 2015   |
| 2    | 13   | 8. března 2018       |
| 3    | 13   | 14. června 2019      |